# Marquesado de San Damián
El marquesado de San Damián es un título nobiliario español creado el 7 de diciembre de 1606, durante el reinado de Felipe III a favor de Alonso de Idiáquez y Butrón-Múgica, XI conde de Aramayona, ( en su origen "Condado del Valle de Aramayona"),I Duque de Ciudad Real (originalmente Ducado di Cittá-Reale), y también I conte di Biandrina, estos dos últimos en Italia (posteriormente título español), hijo de Juan de Idiáquez y Olazábal y de María de Butrón y Mújica.

## Marqueses de San Damián
|                                | Titular                                            | Periodo                 |
| Creación por Felipe III        | Creación por Felipe III                            | Creación por Felipe III |
| ------------------------------ | -------------------------------------------------- | ----------------------- |
| I                              | Alonso de Idiáquez de Butrón y Múgica              | 1606-1618               |
| II                             | Juan Alonso de Idiáquez de Butrón y Múgica         | 1618-1653               |
| III                            | Francisco Alonso de Idiáquez y Álava               | 1653-?                  |
| IV                             | Francisco de Idiáquez y Borja Aragón               | ? -?                    |
| V                              | Juana María de Idiáquez y Borja Aragón             | ? -1712                 |
| VI                             | María Antonia Pimentel Idiáquez de Butrón y Múgica | 1712-1728               |
| VII                            | Ana María de Orozco y Villela                      | ? -?                    |
| VIII                           | Joaquín Antonio Osorio y Orozco Manrique de Lara   | ? -1782                 |
| IX                             | Benito Osorio Orozco y Lasso de la Vega            | ? -?                    |
| Rehablitación por Alfonso XIII |                                                    |                         |
| X                              | Carlos Figueroa y Alonso-Martínez                  | 1918-?                  |
| XI                             | Carlos Figueroa y Castillejo                       | 1973-2012               |
| XII                            | Elena Figueroa y Sartorius                         | 2013-actual titular     |

## Historia de los Marqueses de San Damián
- Alonso de Idiáquez de Butrón y Múgica Olazábal (1564-1618), I marqués de San Damián, I duque de Ciudad Real, (originalmente Duca di Cittá-Reale), I conde de Aramayona, (originalmente "Condado del Valle de Aramayona"), I conte di Biandrina (este en Italia), virrey de Navarra de 1610 a 1618.

1. Casó con Juana de Robles y San Quintín. Le sucedió:

- Juan Alonso de Idiáquez de Butrón y Múgica (1597-1653), II marqués de San Damián, II duque de Ciudad Real, II conde de Aramayona, II conte di Biandrina.

1. Casó con Ana María de Álava y Guevara, II condesa de Triviana. Le sucedió su hijo:

- Francisco Alonso de Idiáquez y Álava (1620-...), III marqués de San damián, III duque de Ciudad Real, III conde de Aramayona, III conte di Biandrina.

1. Casó con Francisca de Borja y Aragón, VII principessa di Squillace. Le sucedió su hijo:

- Francisco de Idiáquez y Borja Aragón (1676-..), IV marqués de San Damián, IV duque de Ciudad Real, IV conde de Aramayona, IV conte di Biandrina, VIII príncipe di Squillace.

1. Casó con Francisca Niño de Guzmán, IV condesa de Villaumbrosa. Sin descendientes. Le sucedió su hermana:

- Juana María de Idiáquez y Borja Aragón († en 1712), V marquesa de San Damián, V duquesa de Ciudad Real, V conde de Aramayona, V contessa di Biandrina, IX principessa di Squillace.

1. Casó con Antonio Pimentel de Ibarra, IV marqués de Taracena.
2. Casó con Manuel Pimentel y Zúñiga, VI marqués de Mirabel, V marqués de Malpica, VI marqués de Povar, III conde de Berantevilla. Sin sucesión de este matrimonio. Le sucedió, de su primer matrimonio, su hija única:

- María Antonia Pimentel Idiáquez de Butrón y Múgica (1686-1728), VI marquesa de San damián, VI duquesa de Ciudad Real, VI condesa de Aramayona, marquesa de Paller, V marquesa de Taracena, condesa de Mayalde, condesa de Simari, condesa de Ficallo, condesa de Barrica, VI contessa di Biandrina, X principessa di Squillace. A su muerte el Principado di Squillace, revirtió a la Corona de Sicilia.

1. Casó con Luis Melchor de Borja y Aragón, conde de Zagra, conde del Zenete. Sin descendientes.
2. Casó con Carlo Turinetti, conde de Castiglione. Sin descendientes. Le sucedió:

- Ana María de Orozco y Villeda, VII marquesa de San Damián, VII duquesa de Ciudad Real, VII condesa de Aramayona, condesa de Barrica, V marquesa de Mortara, IV marquesa de Olías, IV marquesa de Zarreal, VI condesa de Lences, VIII condesa de Triviana, vizcondesa de Olías, vizcondesa de Villerías, VII contessa di Biandrina.

1. Casó con Vicente Osorio y Vega, quinto hijo de Manuel Pérez Osorio Vega Enríquez de Guzmán, VI marqués de Montaos, VIII conde de Grajal, IX conde de Fuensaldaña, y de Josefa Antonia de Guzmán y Spínola. Le sucedió su hijo:

- Joaquín Antonio Osorio y Orozco Manrique de Lara (1734-1782), VIII marqués de San Damián, VIII duque de Ciudad Real, VI marqués de Mortara, V marqués de Olías, V marqués de Zarreal, VII conde de Lences, IX conde de Triviana, VIII conde de Aramayona.

1. Casó con Rafaela Lasso de la Vega y Sarmiento, hija de Luis Lasso de la Vega y Córdoba, II duque del Arco. Le sucedió su hijo único:

- Benito Osorio Orozco y Lasso de la Vega († en 1819), IX marqués de San Damián, IX duque de Ciudad Real, VII marqués de Mortara, VI marqués de Olías, VI marqués de Zarreal, VIII conde de Lences, IX conde de Aramayona y IX conde de Biandrina.

1. Casó con María Paula de Mena y Benavides. Sin descendientes.
2. Casó con Josefa de Carroz Centelles Catalá de valeriola, III duquesa de Almodóvar del Río, VII condesa de Canalejas. Sin descendientes.

Rehabilitado en 1918 por:
- Carlos Figueroa y Alonso-Martínez, X marqués de San Damián.

1. Casó con María de las Mercedes Castillejo y Wall. Le sucedió su hijo:

- Carlos Figueroa Castillejo (1931-2012), XI marqués de San Damián.

1. Casó con Bárbara Crass Ross.
2. casó con Elena Sartorius y Bermúdez de Castro
3. casó con Janice Branco. Le sucede de su segundo matrimonio:

- Elena Carlota Figueroa y Sartorius, XII marquesa de San Damián.[1]

1. Casó con Claude Langford Buckley (2016-   )